# Bohumil Němeček
Bohumil Němeček (Tábor, 2 gennaio 1938 – Ústí nad Labem, 2 maggio 2010) è stato un pugile cecoslovacco.

## Carriera
In rappresentanza della Cecoslovacchia ha vinto la medaglia d'oro olimpica nel pugilato alle Olimpiadi di Roma 1960, in particolare nella categoria pesi superleggeri.
Ha conquistato una medaglia d'oro (1967) e una medaglia di bronzo (1963) ai campionati europei di pugilato dilettanti.